# Morgana Lefay
I Morgana Lefay sono un gruppo power metal proveniente da Bollnäs in Svezia.

## Storia del gruppo

### Le origini e l'esordio
La band ha assunto questo nome nel 1989, ma si è formata nel 1986, chiamandosi inizialmente “Damaged”. All'epoca i membri erano Tony Eriksson e Stefan Jonsson alle chitarre,  Joakim Lundberg al basso e Jonas Söderlind alla batteria. Nel 1988 viene reclutato il cantante Charles Rytkönen, e l'anno successivo, oltre ad assumere il nome di Morgana Lefay, la band sostituisce Jonsson con il chitarrista Tommi Karppanen. Entrambi i nuovi innesti provenivano dai “Sepher Jezirah”, una formazione locale che, in alcune occasioni, si era esibita assieme a loro.

Nel 1990 esce Symphony of the Damned, album autoprodotto in vinile con tiratura limitata a 537 copie. L'anno successivo i Morgana Lefay iniziano ad incidere un demo intitolato Rumours of Rain, ma, a causa di divergenza di opinioni, il bassista decidere di lasciare venendo sostituito da Joakim Heder. Grazie all'alta qualità della registrazione, l'etichetta Black Mark Production li mette sotto contratto e, a marzo del 1993, con queste stesse tracce più una nuova canzone, viene dato alle stampe Knowing Just As I, considerato il vero album di esordio.

### L'affermazione e la divisione
L'autunno dello stesso anno, il gruppo entra in studio per la realizzazione di un nuovo disco intitolato The Secret Doctrine. La pubblicazione avviene a dicembre ed è seguita da una serie di concerti, durante la quale Karppanen abbandona la band. Nel 1995 escono il singolo Sculptures of Pain e l'album Sanctified, incisi con il nuovo chitarrista Daniel Persson. A supporto di questa uscita vengono registrati i video delle canzoni To Isengard e In The Court Of The Crimson King e viene organizzata una tournée europea. Entrambi gli album ricevono ottime recensioni.
La pubblicazione dell'album Maleficium aumenta la notorietà dei Morgana Lefay che cominciano ad esibirsi dal vivo come band principale anche al di fuori dei confini svedesi. Nel 1997, però, la band si divide: Heder, Persson e Söderlind si trasferiscono a Stoccolma mantenendo i diritti sul nome, mentre Eriksson e Rytkönen, dopo aver reclutato tre  membri dei Fantasmagoria, sono costretti a cambiarlo chiamandosi soltanto Lefay.

### I Lefay
I Lefay sono ora composti, oltre al duo storico, dal chitarrista Peter Grehn (nel 1994 aveva sostituito Karppanen per alcune date dal vivo), dal bassista Mikael Åsentorp e dal batterista Robin Engström. Vengono quindi ingaggiati dall'etichetta Noise Records con la quale, nel 1998, pubblicano l'album The Seventh Seal. L'anno successivo, i membri che hanno mantenuto i diritti e il contratto con la Black Mark fanno uscire il disco omonimo Morgana Lefay, presentando uno stile musicale diverso e più tendente all'hard rock; in seguito questo album verrà ripudiato dalla band e, di conseguenza, la formazione sarà misconosciuta.

Nel 1999, i Lefay decidono di effettuare una nuova registrazione dell'album di debutto intitolato Symphony of the Damned e nell'estate dello stesso anno suonano per la prima volta al celebre festival Wacken Open Air in Germania. Nel 2000 esce il concept album intitolato SOS e la band, supportata da altri gruppi power metal, intraprende il tour “Lost In Europe”, salendo anche sul palco del Bang Your Head!!! di Balingen. Lo stesso anno però cessa la collaborazione con la Noise e il gruppo affronta così un lungo periodo di inattività, salvo qualche occasionale concerto.

### Nuovo inizio e scioglimento
Nel settembre del 2004, la band firma nuovamente per la Black Mark, riacquistando così i diritti sul nome originale. Con l'innesto del nuovo bassista Fredrik Lundberg (anch'egli ex Fantasmagoria, già ingaggiato per alcune date in Svezia nel 2003), i Morgana Lefay, nel 2005, incidono Grand Materia. Durante una serie di concerti tenutisi nel 2006, si ha un nuovo avvicendamento alla batteria con Engström che lascia per far posto a Pelle Åkerlind.
Nel 2007 esce Aberrations of the Mind preceduto dal singolo Over and Over Again e al termine del relativo tour il gruppo si scioglie temporaneamente, allorché i membri decidono di intraprendere progetti personali.

### La reunion
I Morgana Lefay si riformano nel 2012, quando viene loro proposto di partecipare alla “Sweden Rock Cruise” (una crociera di due giorni con esibizione di gruppi metal) e l'anno successivo salgono per la prima volta sul palco dello Sweden Rock Festival.

## Formazione

### Formazione attuale
- Charles Rytkönen -  voce (1989-2007, 2012-oggi)
- Tony Eriksson - chitarra (1989-2007, 2012-oggi)
- Peter Grehn - chitarra (1994, 1997-2007, 2012-oggi)
- Fredrik Lundberg - basso (2003-2007, 2012-oggi)
- Pelle Åkerlind - batteria (2006-2007, 2012-oggi)

### Ex componenti
- Joakim Lundberg - basso (1989-1991)
- Jonas Söderlind - batteria (1989-1997)
- Stefan Jonsson - chitarra (1989)
- Tommi Karppanen - chitarra (1989-1994)
- Joakim Heder - basso (1991-1997)
- Daniel Persson - chitarra (1994-1997)
- Micke Åsentorp - basso (1997-2003)
- Robin Engström - batteria (1997-2006)

### Componenti della band misconosciuta
Daniel Persson - voce, chitarra (1997-1999) ; Joakim Heder - basso (1997-1999); Jonas Söderlind - batteria (1997-1999); Thomas Persson - chitarra (1999)

## Discografia

### Album in studio
- 1990 - Symphony of the Damned
- 1993 - Knowing Just as I
- 1993 - The Secret Doctrine
- 1995 - Sanctified
- 1996 - Maleficium
- 1999 - Morgana Lefay
- 2005 - Grand Materia
- 2007 - Aberrations of the Mind

Come Lefay
- 1999 - The Seventh Seal
- 1999 - Symphony of the Damned – Re-Symphonised
- 2000 - SOS

### Raccolte
- 1995 - Past Present Future
- 1998 - Fata Morgana

### Singoli
- 1995 - Sculptures of Pain
- 2007 - Over and Over Again

### Split
- 1995 - Welcome to the Black Mark Festivals '95 (Black Mark Productions)

### Demo
- 1991 - Rumours of Rain